# Франсиско Солано Лопез
Франсиско Солано Лопез (шп. Francisco Solano López; Асунсион, 24. јул 1827 – 1. март 1870) био је председник Парагваја од 1862. до своје смрти, 1870. године. Био је најстарији син Хуане П. Кариљо и председника Карлоса Антонија Лопеза, ког је син наследио на председничком месту, поставши трећи председник у историји те земље.
Маршал Франсиско Солано Лопез је једна од најконтроверзнијих личности у историји Латинске Америке, посебно због Парагвајског рата, локално познатијег под називом "Guerra de la Triple Alianza" (Рат тројне алијансе). Сматра се да су његове личне амбиције биле главни разлог за почетак сукоба, док има заговорника који сматрају да је његова тежња за независношћу јужноамеричких нација од спољних утицаја и интересних група била главни разлог за изазивање поменутог конфликта. Лопез се успротивио Бразилској и Аргентинској интервенцији у Уругвају, што је био увод у рат који је почео 1865. Лопез се борио против јачег непријатеља, са промењивим резултатима. Након пада главног града Асунсиона у јануару 1869, са преосталом лојалном војском је наставио герилску борбу против окупатора док није и сам погинуо у бици на северу земље, на подручју Серо Кора, којом је завршен рат. Наводно, његове последње изговорене речи биле су: "Muero con mi patria" (Умирем са својом отаџбином). Лопез данас у Парагвају ужива статус највећег националног хероја.